# La maqueta
La Maqueta es el álbum de presentación del dúo musical español Estopa, publicado inicialmente de forma no oficial antes del lanzamiento de su primer álbum de estudio, Estopa (1999), que les otorgaría el éxito masivo. La maqueta, que circuló principalmente a través de redes P2P (peer-to-peer), se fue ganando popularidad gracias al boca a boca, especialmente en España, convirtiéndose en un fenómeno que anticipó la llegada del grupo a la escena musical.
A pesar de no ser un lanzamiento formal, La Maqueta ha perdurado con el paso del tiempo y sigue siendo escuchada por los seguidores del grupo. Con el tiempo, algunas de las canciones más destacadas de la maqueta han sido reeditadas e incluidas en los discos oficiales de Estopa, lo que ha contribuido a mantener su legado dentro del repertorio de la banda.

## Lista de canciones
1. Me Persiguen Los Maderos (Demo de El yonki 13.ª canción del disco Estopa, 1999).
2. Feliz (14.ª canción del disco Estopa, 1999).
3. La cosa está mu mala.
4. Tan solo (4.ª canción del disco Estopa, 1999).
5. Escucha princesa.
6. Me pierdo en tu foto.
7. Quisiera (Conocida también como Incendio).
8. Alegra esa cara (Demo de Rumba triste 7.ª canción del disco en directo Esto es Estopa, 2014).
9. Exiliado en el lavabo (9.ª canción del disco Estopa, 1999).
10. Guitarras muertas (Partes incluidas de esta canción en "Vino tinto" del disco Destrangis y en "Tragicomedia" del disco ¿La calle es tuya?).
11. A ninguna parte (Cantada por José y en su reedición por David. 4.ª canción del disco Voces de ultrarrumba, 2005).
12. Vuelvo a las andadas (9.ª canción del disco Destrangis, 2001).
13. Porque (Demo de Ahora 4.ª canción del disco en directo Esto es Estopa, 2014).
14. Suma y sigue (6.ª canción del disco Estopa, 1999).
15. No me acordaba (Cantada por David y en su reedición por José. Demo de Ya no me acuerdo 6.ª canción del disco ¿La calle es tuya?, 2004).
16. Como camarón (8.ª canción del disco Estopa, 1999).
17. Me rajo si me ojeas (Demo de Ojitos rojos 13.ª canción del disco Destrangis, 2002).
18. Me falta el aliento (3.ª canción del disco Estopa, 1999).
19. La vida es la ostia (Demo de Monstruos 8.ª canción del disco Voces de ultrarrumba, 2005).
20. Poquito a poco (5.ª canción del disco Estopa, 1999).
21. Sodomizarte.
22. Con la cabeza colgada (Cantada por David y en su reedición por José. Demo de La locura12.ª canción del disco Estopa 2.0, 2011).
23. Al perderte (Conocida también como Sentir diferente).
24. Miriam.
25. El del medio de Los Chichos (7.ª canción del disco Estopa, 1999).